# Абгіджіт Кунте
Абгіджіт Кунте (3 березня 1977, Пуне) — індійський шахіст, гросмейстер від 2000 року.

## Шахова кар'єра
Багаторазовий медаліст чеміпонатів Індії серед юніорів, в тому числі сім разів золотий. У 1990—1997 роках п'ять разів представляв свою країну на чемпіонатах світу серед юнаків у різних вікових категоріях. Двічі виграв медаль на чемпіонаті Азії серед юнаків: бронзу (1993 — до 16 років) а також золото (1997 — до 20 років). Неодноразово брав участь у фіналах індивідуальних чемпіонатів Індії, двічі (1997, 2000) здобував золоту медаль а також чотири рази — бронзову (1999, 2001, 2003, 2005). Також до його колекції належить звання чемпіона Великої Британії (Единбург 2003), а також дві медалі на чемпіонаті Співдружності націй (2000 — срібло i 2003 — бронза). У 2000 році кваліфікувався на чемпіонат світу ФІДЕ, що проходив за олімпійською системою, де в 1-му колі поступився Жилберто Мілошу. 2007 року здобув у Себу бронзову медаль чемпіонату Азії в особистому заліку, завдяки чому виступив в тому числі того самого року на кубку світу (в 1-му раунді програв Вадимові Звягінцеву).
Серед успіхів на міжнародних турнірах можна відзначити:
- 1998 — Колката (посів 1-ше місце),
- 2000 — Канберра (поділив 3-тє місце після Стефана Дьюріча i Яна Роджерса),
- 2003 — Блекпул (поділив 1-ше місце з Найджелом Дейвісом i Джоном Шоу), Дакка (3-тє місце позаду Сурії Гангулі i Пентали Харікрішни),
- 2004 — Колката (поділив 1-ше місце з в тому числі Олегом Романишиним, Олексієм Александровим i Ні Хуа), Філадельфія (поділив 2-ге місце після Варужана Акопяна, разом з в тому числі Хікару Накамурою, Євгеном Наєром, Яаном Ельвестом, Олександром Оніщуком i Іллєю Сміріним),
- 2005 — Нью-Делі (поділив 1-ше місце з Крішнаном Сашикіраном), Гвелф (поділив 1-ше місце з Сергієм Шиповим i Ігорем Зугічем),
- 2006 — Кіченер (Відкритий чемпіонат Канади, поділив 1-ше місце з Вальтером Аренсібією),
- 2007 — Монреаль (поділив 2-ге місце позаду Андрія Ричагова, разом з в тому числі Едуардасом Розенталісом i Олександром Хузманом),
- 2008 — Мумбаї (поділив 1-ше місце з Михайлом Красенковим, Гампі Конеру, Зіауром Рахманом, Антоном Філіпповим i Сайдалі Юлдашевим).

У 1998—2004 роках чотири рази брав участь у шахових олімпіадах (найкращий результат — 6-те місце в 2004 року). У своєму доробку має 7 командних нагород чемпіонатів Азії (4 в командному заліку а також 3 в особистому заліку), в тому числі золоту (Ісфахан 2005).
Найвищий рейтинг Ело дотепер мав станом на 1 січня 2001 року, досягнувши 2568 пунктів посідав тоді третє місце (після Вішванатана Ананда i Крішнана Сашикірана) серед індійських шахістів.

## Зміни рейтингу
| На цьому місці має відображатися графік чи діаграма, однак з технічних причин його відображення наразі вимкнено. Будь ласка, не видаляйте код, який викликає це повідомлення. Розробники вже працюють для того, щоби відновити штатне функціонування цього графіка або діаграми. | |
| | На цьому місці має відображатися графік чи діаграма, однак з технічних причин його відображення наразі вимкнено. Будь ласка, не видаляйте код, який викликає це повідомлення. Розробники вже працюють для того, щоби відновити штатне функціонування цього графіка або діаграми. |